# 마카오인
마카오인(중국어: 澳門人, 영어: Macau people)은 마카오에서 살고 있는 사람을 일컫는 일반적인 용어이다. 한족이나 포르투갈 혼혈인 토생 포인 등이 있다.

## 같이 보기
- 홍콩인
- 중국인